# 德米特里·卡巴列夫斯基
德米特·鲍里索维奇·卡巴列夫斯基（俄语：Дми́трий Бори́сович Кабале́вский，1904年12月30日—1987年2月18日），苏联作曲家、音乐教育家。生于圣彼得堡，曾受教于苏联著名作曲家米亚斯科夫斯基，1940年加入苏联共产党。1948年，日丹诺夫对作曲家进行“形式主义”批判时，卡巴列夫斯基一开始曾被列入黑名单，但后来据说由于卡巴列夫斯基同官方进行解释澄清后，他的名字被撤掉。1987年逝世于莫斯科。卡巴列夫斯基总体来说是一位不那么激进的作曲家，音乐语汇偏向传统。他曾多次获得官方大奖。他曾多年致力于中小学音乐教育，被认为是20世纪重要儿童音乐作曲家之一。他最重要的作品包括以罗曼·罗兰小说为蓝本的歌剧《科拉斯·布勒尼翁》，其著名的序曲兼有典型的俄罗斯忧郁曲调和狂野的节奏，常常被单独拿出来演出和录音。

## 外部連結
- 德米特里·卡巴列夫斯基在互联网电影资料库（IMDb）上的資料（英文）